# فيديريكو دا مونتيفيلترو
فيديريكو دا مونتيفيلترو (بالإيطالية: Federico da Montefeltro) ويعرف أيضاً باسم فيديريكو الثالث دا مونتيفيلترو (7 يونيو 1422 - 10 سبتمبر 1482). كان واحداً من أنجح الكوندوتييري في عصر النهضة الإيطالية وسيد مدينة أوربينو من 1444 (ودوقها من 1474) حتى وفاته.

## روابط خارجية
- فيديريكو دا مونتيفيلترو على موقع الموسوعة البريطانية (الإنجليزية)